# تری‌اکتیل‌فسفین اکسید
تری‌اکتیل‌فسفین اکسید (به انگلیسی: Trioctylphosphine oxide) یک ترکیب شیمیایی با شناسه پاب‌کم ۶۵۵۷۷ است. شکل ظاهری این ترکیب، بلورهای کدر سفید است.